# Asarum

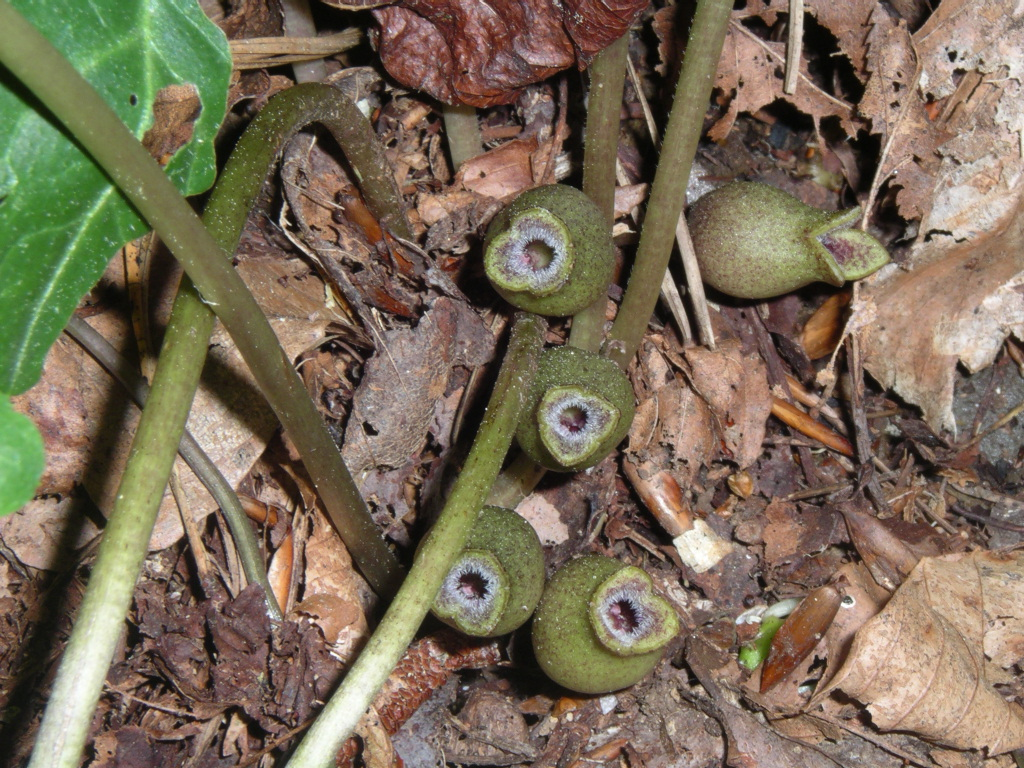
Asarum arifolium.

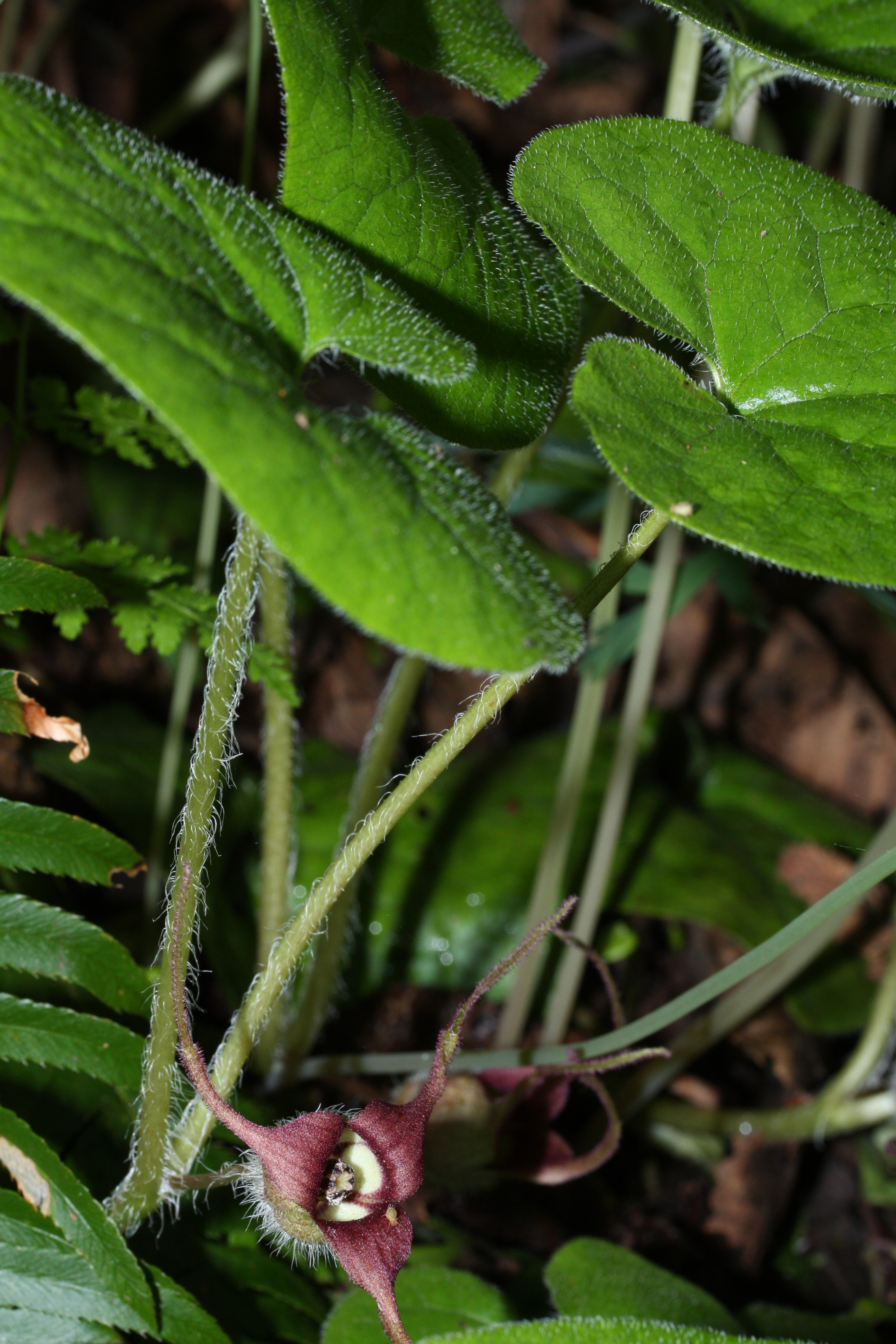
Asarum caudatum

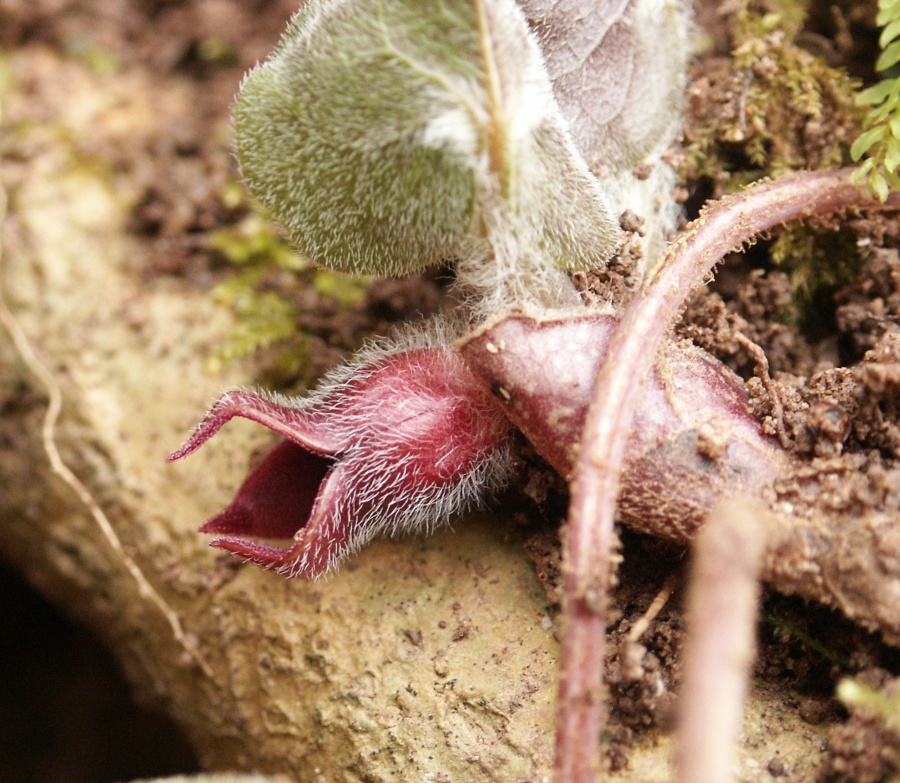
Flor de Asarum europaeum.

Asarum L. é um género de plantas com flor pertencente à subfamília Asaroideae da família das Aristolochiaceae.

## Descrição
Asarum é um género de herbáceas de crescimento lento que agrupa espécies com distribuição natural pelas zonas temperadas do Hemisfério Norte, com a maioria das espécies na Ásia Oriental (China, Japão e Vietname) e na América do Norte, e uma espécie na Europa. Biogeograficamente, o género Asarum é originário da Ásia.
As espécies deste género apresentam folhas características em forma de rim (reniformes], crescem a partir de rizomas rastejantes e têm flores pequenas, axilares, castanhas ou avermelhadas.
As plantas deste género são conhecidas po gengibre-selvagem porque o rizoma tem um sabor e um cheiro semelhantes aos da raiz de gengibre, mas os repetivos géneros não estão particularmente relacionados do ponto de vista filogenético. A FDA dos Estados Unidos adverte contra o consumo de Asarum, uma vez que é nefrotóxico e contém o potente carcinogéneo, o ácido aristolóquico.
 A família Aristolochiaceae também contém o género Aristolochia, conhecido peja sua riqueza em agentes cancerígenos.
As espécies de Asarum preferem locais húmidos e sombreados com solos ricos em húmus.  As folhas, decíduas e em forma de coração, são opostas e nascem do rizoma que se encontra logo abaixo da superfície do solo.  Duas folhas emergem todos os anos da ponta de crescimento.
As curiosas flores em forma de jarro, que dão à planta o nome alternativo de "pequeno-jarro", nascem isoladamente na primavera entre as bases das folhas.

### Usos
As espécies de gengibre-selvagem podem ser facilmente cultivado num jardim de sombra, e são uma atraente cobertura de solo.
O gengibre-selvagem pode ser cozinhado da mesma forma que a raiz de gengibre e pode também ser cristalizado ou utilizado para fazer medicamentos.

## Taxonomia
Tradicionalmente, o género Asarum era considerado como um único género com cerca de 85 espécies. No entanto, existe uma tendência entre alguns botânicos para separar o género em géneros distintos, com base em considerações sobre o número cromossómico e a morfologia floral:
- Asarum sensu stricto (cerca de 17 espécies), distribuídas na Ásia (principalmente China), América do Norte e Europa;
- Heterotropa (cerca de 50 espécies), distribuídas na Ásia;
- Asiasarum (três ou quatro espécies), distribuídas na Ásia;
- Geotaenium (três ou quatro espécies), com distribuição na Ásia;
- Hexastylis (dez espécies), com distribuição na América do Norte.

O estudo da região ITS (Internal transcribed spacer) do ADN ribossómico nuclear, combinado com dados morfológicos, produziu uma hipótese filogenética mais bem resolvida, apoiando o reconhecimento de dois subgéneros, Asarum e Heterotropa, cada um contendo duas secções, em vez dos géneros segregados acima referidos. Aplicando essa filogenia, o género terá a seguinte estrutura:
- Asarum sensu stricto (s.s.) : as espécies da América do Norte são monofiléticas e derivam do grupo de espécies parafiléticas asiático.
- Geotaenium é o grupo irmão de Asarum s.s., mostrando uma relação próxima com Asarum s.s..
- Asiasarum é o grupo irmão do clado [Hexastylis + Heterotropa], mostrando várias sinapomorfias com este clado.
- Hexastylis  géneé um género que foi reconhecido apenas com base no estudo de H. L. Blomquist.[7] No entanto, o estudo de ADN acima mencionado forneceu indicações de que a secção Hexastylis não é monofilética e que algumas espécies de Hexastylis estão mais estreitamente relacionadas com espécies asiáticas de Heterotropa do que com outras espécies de Hexastylis. O reconhecimento de Hexastylis provavelmente persistiu devido ao facto de os botânicos regionais contrastarem a morfologia dessa secção com a de Asarum canadense, que ocorre na região e é a única espécie de Asarum subgénero Asarum no sudeste dos Estados Unidos. No entanto, os estados de caracteres morfológicos utilizados para apoiar o reconhecimento da secção Hexastylis ao nível genérico são plesiomórficos. Por exemplo, Blomquist[8] fornece uma enumeração de estados de carácter que suportam Hexastylis, todos eles plesiomórficos em relação a uma ou outra linhagem de Asarum. A presença de folhas persistentes e variegadas é muitas vezes invocada como uma caraterística exclusiva da secção Hexastylis entre as espécies de Asarum da América do Norte, no entanto Asarum marmoratum, uma espécie do subgénero Asarum encontrada no oeste dos Estados Unidos também tem folhas persistentes e variegadas;[9][10][11]
- Heterotropa é um grupo monofilético complexo, bem aninhado no clado [Asiasarum + Hexastylis + Heterotropa].

Asarum é o genitivo plural do latim āsa (uma forma alternativa de āra) que significa altar ou santuário.

### Espécies
- Asarum arifolium
- Asarum asperum
- Asarum bashanense
- Asarum campaniflorum
- Asarum canadense
- Asarum caudatum
- Asarum caudigerellum
- Asarum caudigerum
- Asarum caulescens
- Asarum chengkouense
- Asarum chinensis
- Asarum controversum
- Asarum crassisepalum
- Asarum crassum
- Asarum crispulatum
- Asarum debile
- Asarum delavayi
- Asarum dimidiatum (sinónimo de Asiasarum dimidiatum)
- Asarum epigynum (sinónimo de Geotaenium epigynum)
- Asarum europaeum
- Asarum forbesii (sinónimo de Heterotropa forbesii)
- Asarum fukienense
- Asarum geophilum (sinónimo de Geotaenium geophilum)
- Asarum gusuk
- Asarum hartwegii
- Asarum hayatanum
- Asarum heterotropoides (sinónimo de  Asiasarum heterotropoides)
- Asarum himalaicum
- Asarum hongkongense
- Asarum hypogynum
- Asarum ichangense
- Asarum inflatum
- Asarum insignis
- Asarum kooyanum
- Asarum lemmonii
- Asarum leptophyllum
- Asarum longerhizomatosum
- Asarum macranthum
- Asarum magnificum
- Asarum majale
- Asarum marmoratum
- Asarum maruyamae
- Asarum maximum
- Asarum mikuniense
- Asarum minus
- Asarum mitoanum
- Asarum nanchuanense
- Asarum nobilissimum
- Asarum petelotii
- Asarum porphyronotum
- Asarum pulchellum
- Asarum renicordatum
- Asarum rosei
- Asarum sagittarioides
- Asarum senkakuinsulare
- Asarum sieboldii (sinónimo de Asiasarum sieboldii)
- Asarum splendens
- Asarum taipingshanianum
- Asarum tohokuense
- Asarum tongjiangense
- Asarum wagneri
- Asarum wulingense
- Asarum yunnanense (sinónimo de Geotaenium yunnanse)

## Classificação lineana do género
| Sistema | Classificação                       | Referência               |
| ------- | ----------------------------------- | ------------------------ |
| Linné   | Classe Dodecandria, ordem Monogynia | Species plantarum (1753) |